# Муниципальный аэропорт Кадьяк
Для аэропорта Кадьяк, находящегося в собственности штата Аляска, см. статью Аэропорт Кадьяк
Муниципальный аэропорт Кадьяк (англ. Kodiak Municipal Airport), (ИАТА: KDK, ИКАО: PAKD, FAA LID: KDK) — гражданский аэропорт, расположенный в четырёх километрах к северо-востоку от центрального района города Кадьяк (Аляска, США), и находящийся в собственности городского самоуправления.
Муниципальный аэропорт Кадьяк включен Федеральным управлением гражданской авиации США в Национальный план развития аэропортовой системы страны на период с 2007 по 2011 год в качестве аэропорта, предназначенного для обслуживания местной коммерческой авиации. Однако, в данном периоде аэропорт попал в данную классификацию только по итогам статистики 2004 года, когда малая коммерческая авиация за год перевезла через аэропорт 6963 пассажира. В следующем 2005 году данный показатель снизился на 703 человека, в 2006-м — ещё на шесть человек, а в 2007 году услугами аэропорта не воспользовалась ни одна коммерческая авиакомпания местного значения .

## Операционная деятельность
Муниципальный аэропорт Кадьяк расположен на высоте 42 метров над уровнем моря и эксплуатирует одну взлётно-посадочную полосу:
- 2/20 размерами 754 x 12 метров с асфальтовым покрытием.

За период с 31 декабря 2006 по 31 декабря 2007 года Муниципальный аэропорт Кадьяк обработал 300 операций взлётов и посадок самолётов (в среднем 25 операций ежемесячно), все рейсы в данном периоде пришлись на авиацию общего назначения.
В 2003 году аэропорт обработал 11 200 операций взлётов и посадок самолётов, из них 54 % пришлись на рейсы авиации общего назначения и 46 % — на рейсы малой коммерческой авиации (аэротакси).